# Resistencia
Resistencia est une ville d'Argentine et la capitale de la province du Chaco. Elle est située au sud-est de la province et au nord-est du département de San Fernando, dont elle est la capitale. La ville comptait 274 490 habitants au recensement de 2001 (INDEC), en croissance de 19,75 % par rapport à 1991, et 422 000 en 2023.
Quelque 60 % de sa population vit sous le seuil de pauvreté, soit 20 points de plus que la moyenne nationale.

## Description
C'est la ville la plus peuplée de la province de Chaco et son centre administratif, commercial et culturel. Dès sa création en 1878, elle eut une grande importance dans la région du nord-est argentin, dont elle forme le noyau central de communications.
On l'appelle « Ciudad de las Esculturas » (Ville des sculptures) et « Museo al aire libre » (Musée à l'air libre) étant donné la très grande quantité d'œuvres de ce type exposées dans ses rues. Son influence s'étend à trois autres localités qui forment avec elle le Gran Resistencia. De ces villes satellites la plus importante est le port fluvial de Barranqueras.
La ville est traversée par le río Negro du Chaco.

## Arts
- Centro Cultural Noreste Resistencia -Chaco-Argentine.

- Biennale de Gravure -Bienal de Grabado- Org. " Beatriz Moreiro" Encuentros Regionales, Nacionales y Sudamericanos de Grabado.

- Gravure -Encuentro Regional de Grabado Resistencia Chaco-Argentine.

- Beatriz Moreiro artiste organisatrice d'evenement (Encuentros Regionales, Nacionales y Sudamericanos de Grabado)-Resistencia-Chaco-Argentine.

- Museo Provincial de Bellas Artes Resistencia Chaco Argentine.

- Fogón de los Arrieros Resistencia-Chaco-Argentine.

## Le grand Resistencia
Sa population se montait à 359 142 habitants en 2001 (INDEC). Le grand Resistencia constitue la 11e agglomération urbaine de l'Argentine pour le nombre d'habitants depuis qu'elle a dépassé Bahía Blanca dans la décennie 1980. C'est aussi l'agglomération la plus peuplée de tout le nord-est argentin.
Dix années plus tôt en 1991, sa population s'élevait à 292 287 habitants, ce qui représentait une croissance de 23,03 % en dix ans. Cette croissance n'est pas uniforme entre les différentes localités. Ainsi Fontana (avec plus ou moins 25 000 habitants) a crû de 85 %.

## Climat

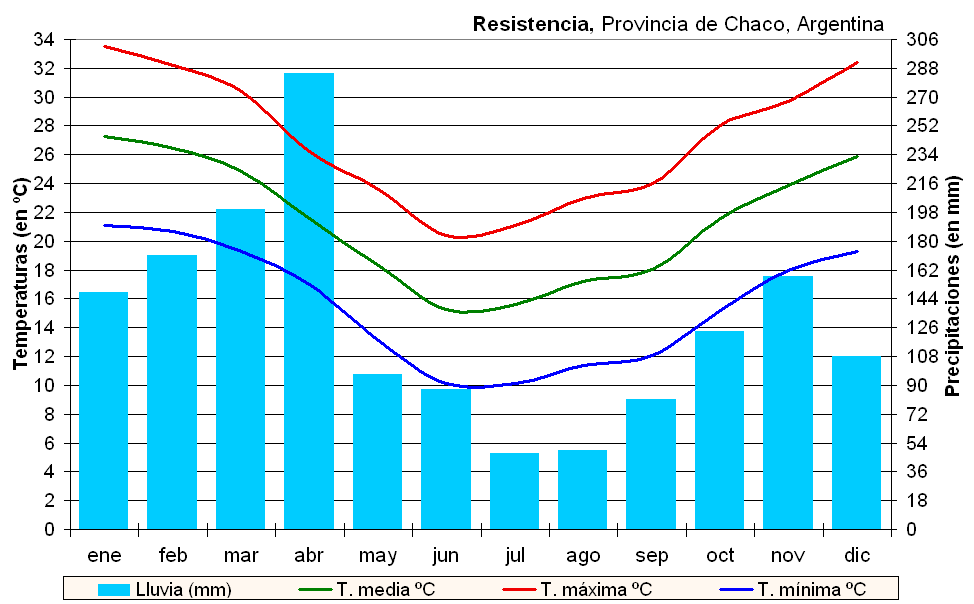
Climatogramme de Resistencia.

La région de Resistencia possède un type de climat subtropical sans saison sèche. Les précipitations sont approximativement de 1 200 mm par an, pendant l'hémicycle humide. Lors du demi-cycle sec, dans la période des années 1870-1920, on a observé 900 mm de moyenne annuelle. La distance de quelque 15 km séparant la ville du Río Paraná empêche ce dernier de jouer son rôle régulateur, comme il l'exerce par exemple pour la ville de Corrientes, pourtant toute proche de Resistencia. Les températures maximales d'été sont ainsi plus élevées.

## Population

### Indigènes
Les habitants d'origine indigène sont souvent exposés à des discriminations. Le Centre d’études légales et sociales (CELS) souligne dans un rapport publié en 2016 le harcèlement et les violences policières dont sont victimes les jeunes indigènes qom dans la région de Resistencia. La crainte de la police lors de leurs déplacements les assigne, de fait, à résidence dans leur quartier, remarquait le rapport, qui constatait « un fort degré de frustration parmi les habitants de cette communauté ».

### Religion
La principale religion pratiquée à Resistencia est le christianisme (principalement catholique bien que l'on y rencontre également des mormons, des Témoins de Jéhovah et qu'il y existe de nombreuses églises évangéliques et juive.
L'Église catholique a un archevêché, dont le siège est dans la ville et qui a pour Saint-patron, Saint Fernando Rey. Il comporte trois diocèses dont l'archidiocèse de Resistencia et deux diocèses suffragants.
Province ecclésiastique de Resistencia :
- Archidiocèse de Resistencia
- Diocèse de Formosa
- Diocèse de Presidencia Roque Sáenz Peña

## Personnalités nées dans la ville
- Elisa Carrió, (1956-), femme politique, fondatrice de la coalition civique, candidate aux élections présidentielles argentines de 2003, 2007 et 2011.
- Mempo Giardinelli, (1947-), écrivain.
- Christian Giménez, (1981-), footballeur.

## Galerie photographique

Resistencia : Avenue Sarmiento.
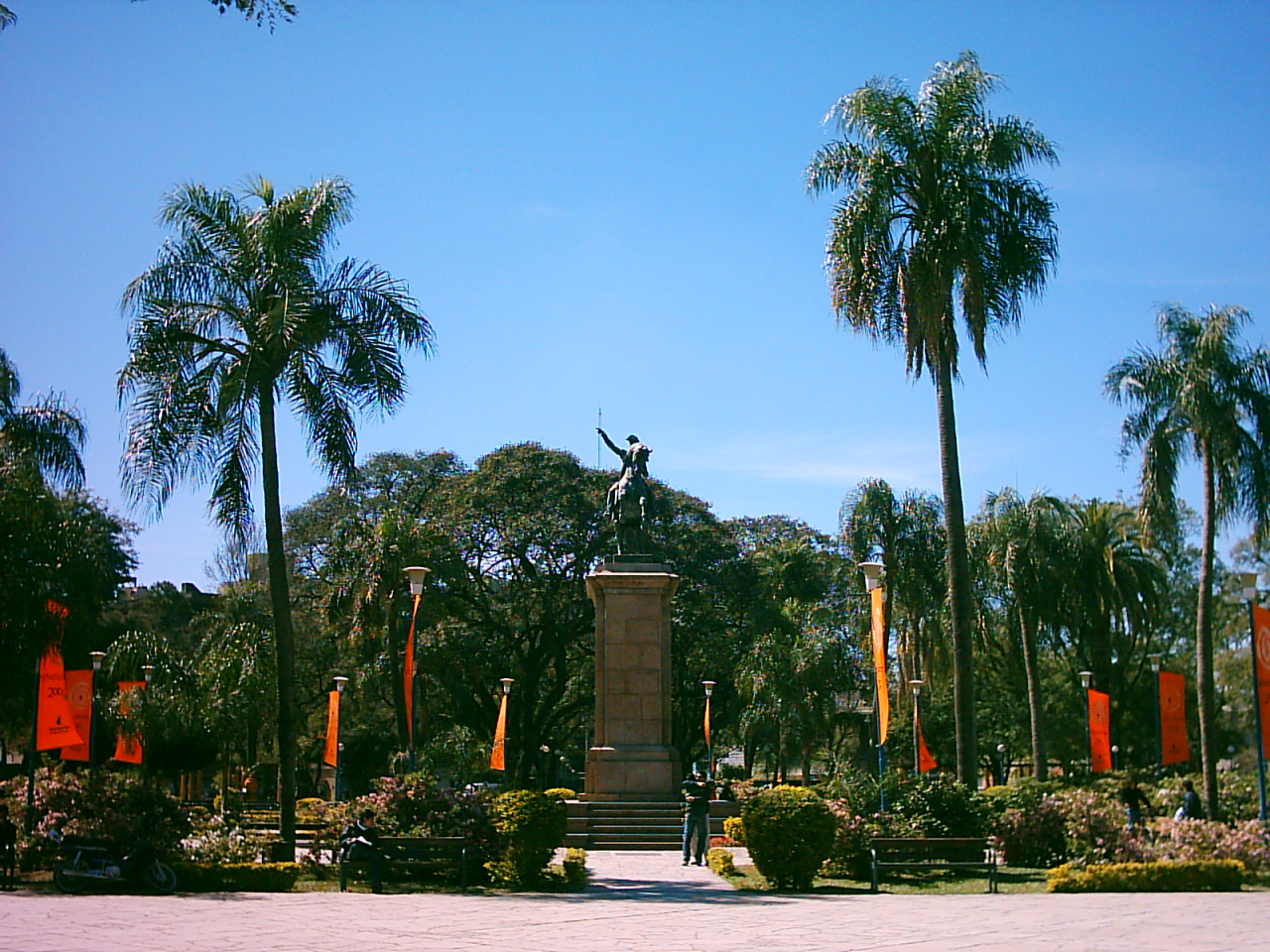
Centre de la Place 25 de mayo.
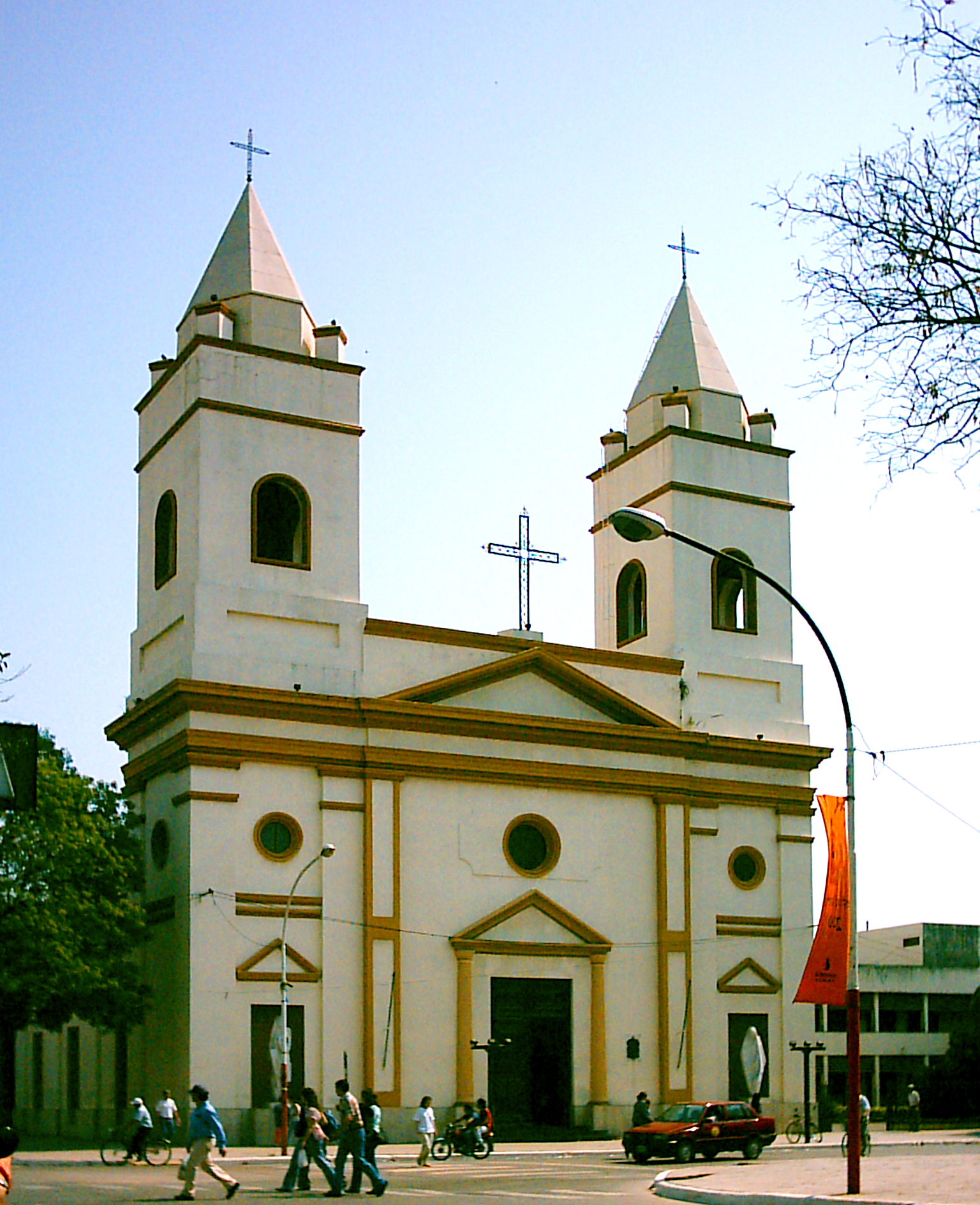
Cathédrale San Fernando Rey de Resistencia, siège de l'archevêché de Resistencia.
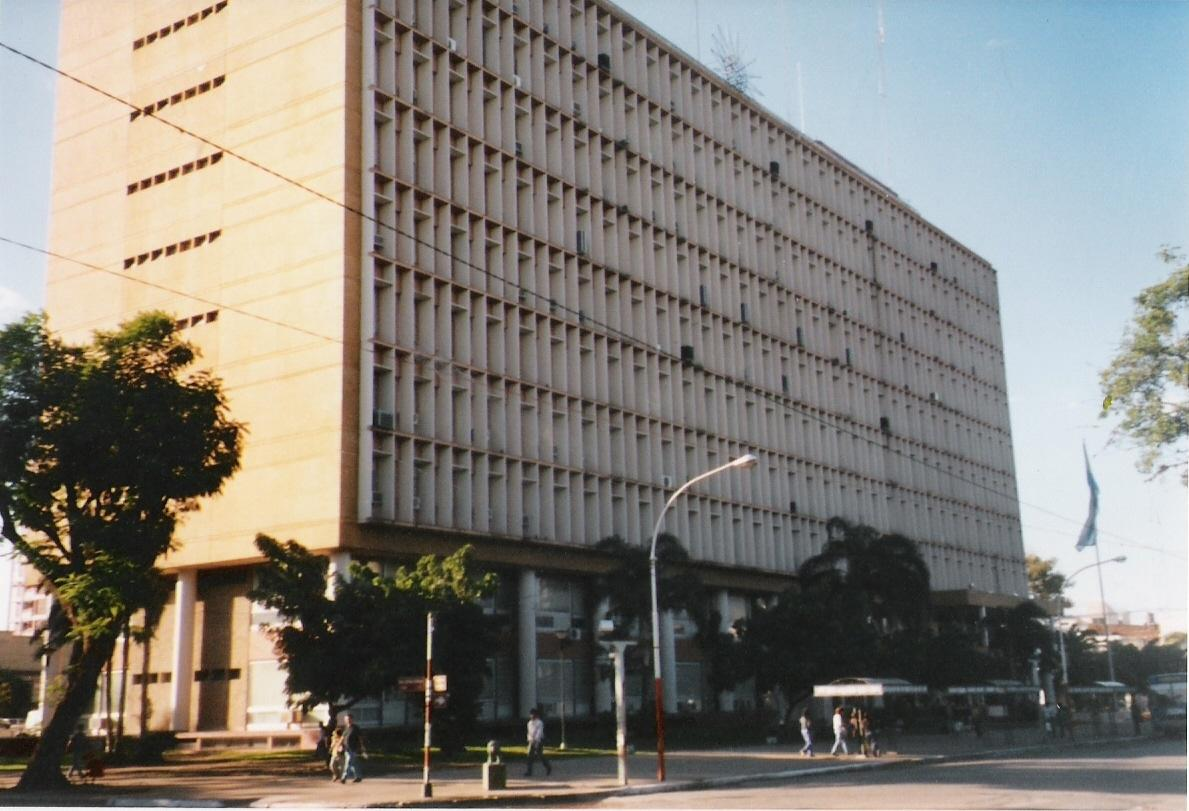
Casa de Gobierno, siège du gouvernement de la province de Chaco.
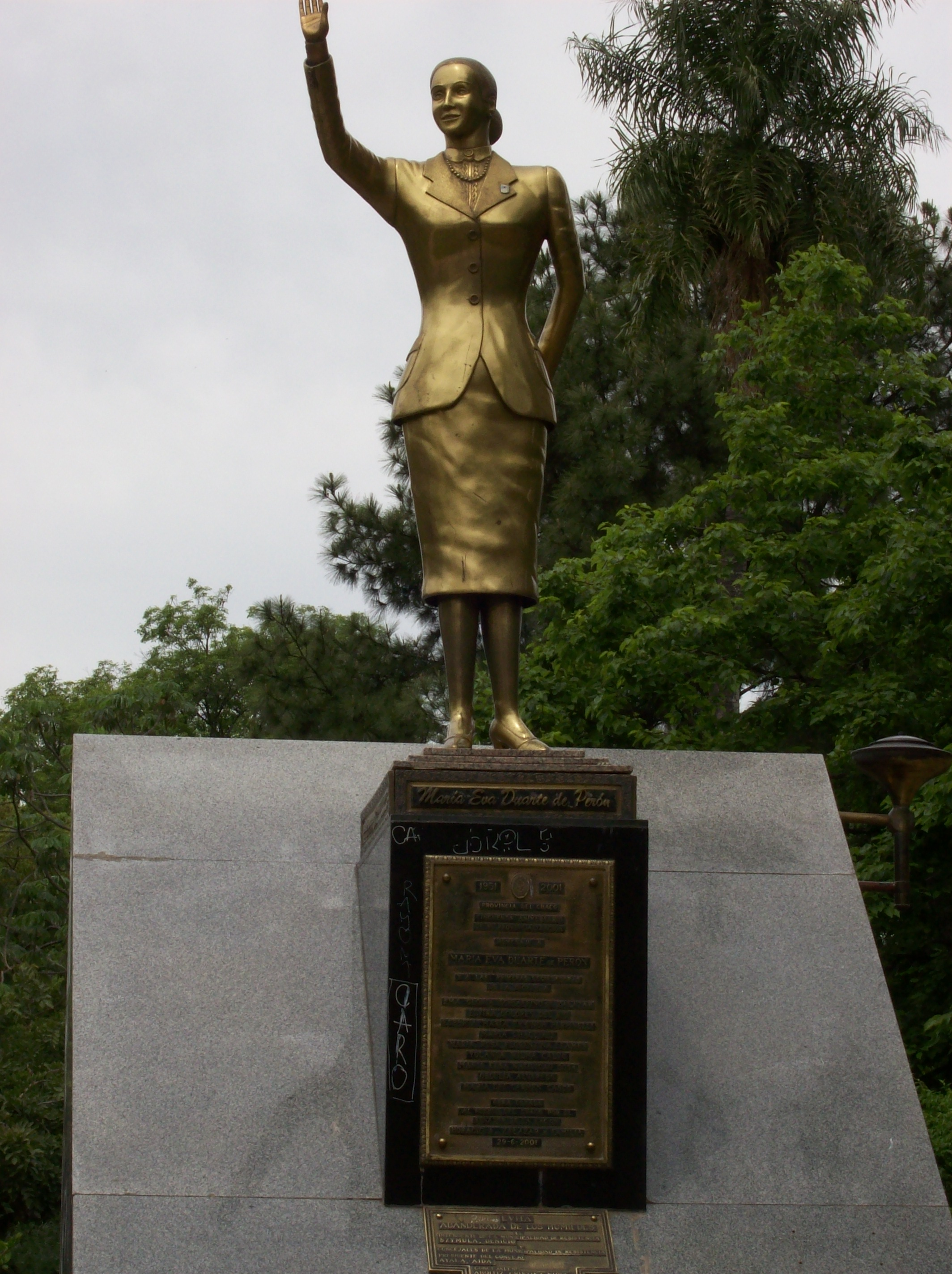
Statue d'Eva Perón.
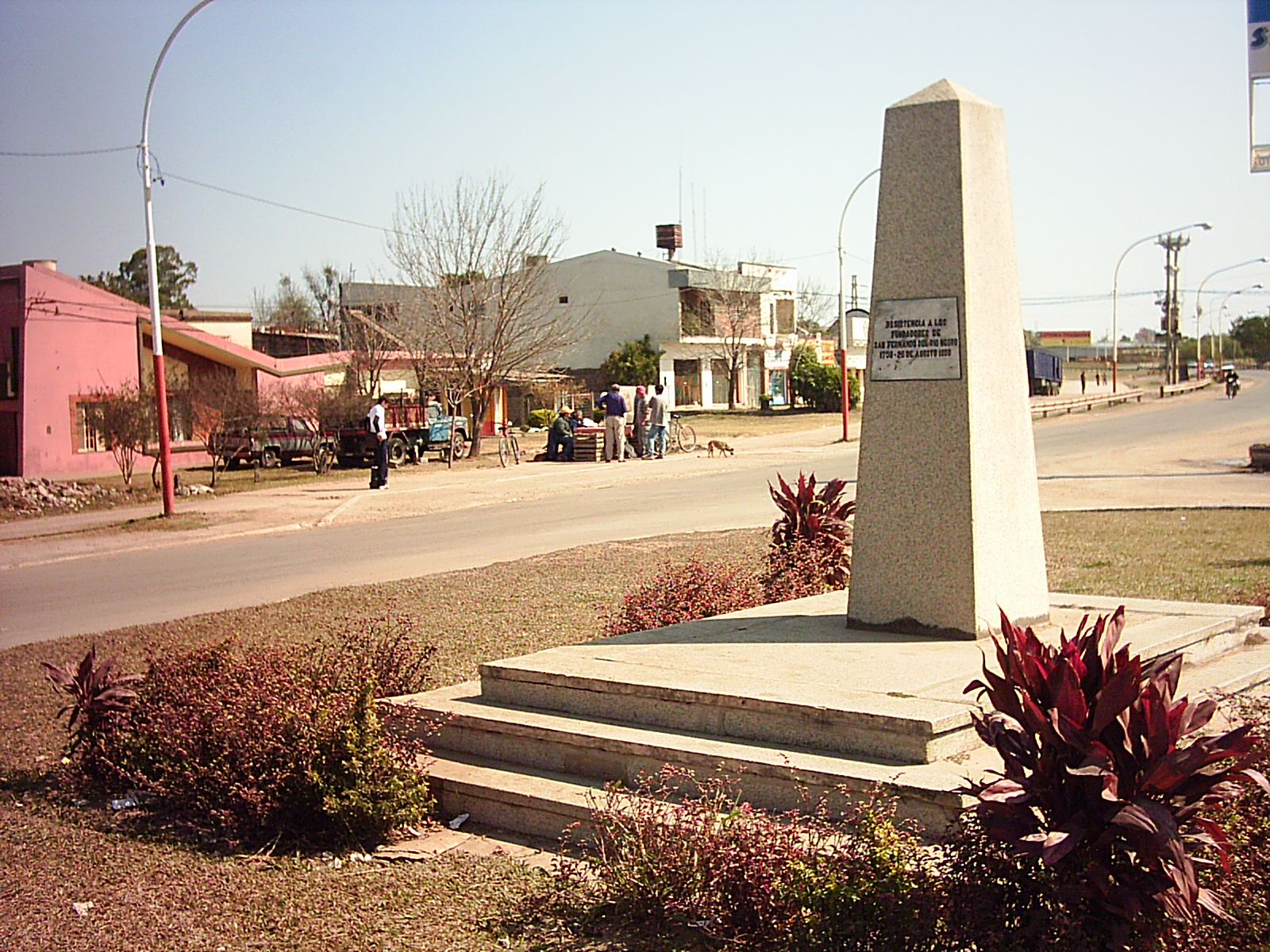
Monument en mémoire des fondateurs de San Fernando del Rio Negro.
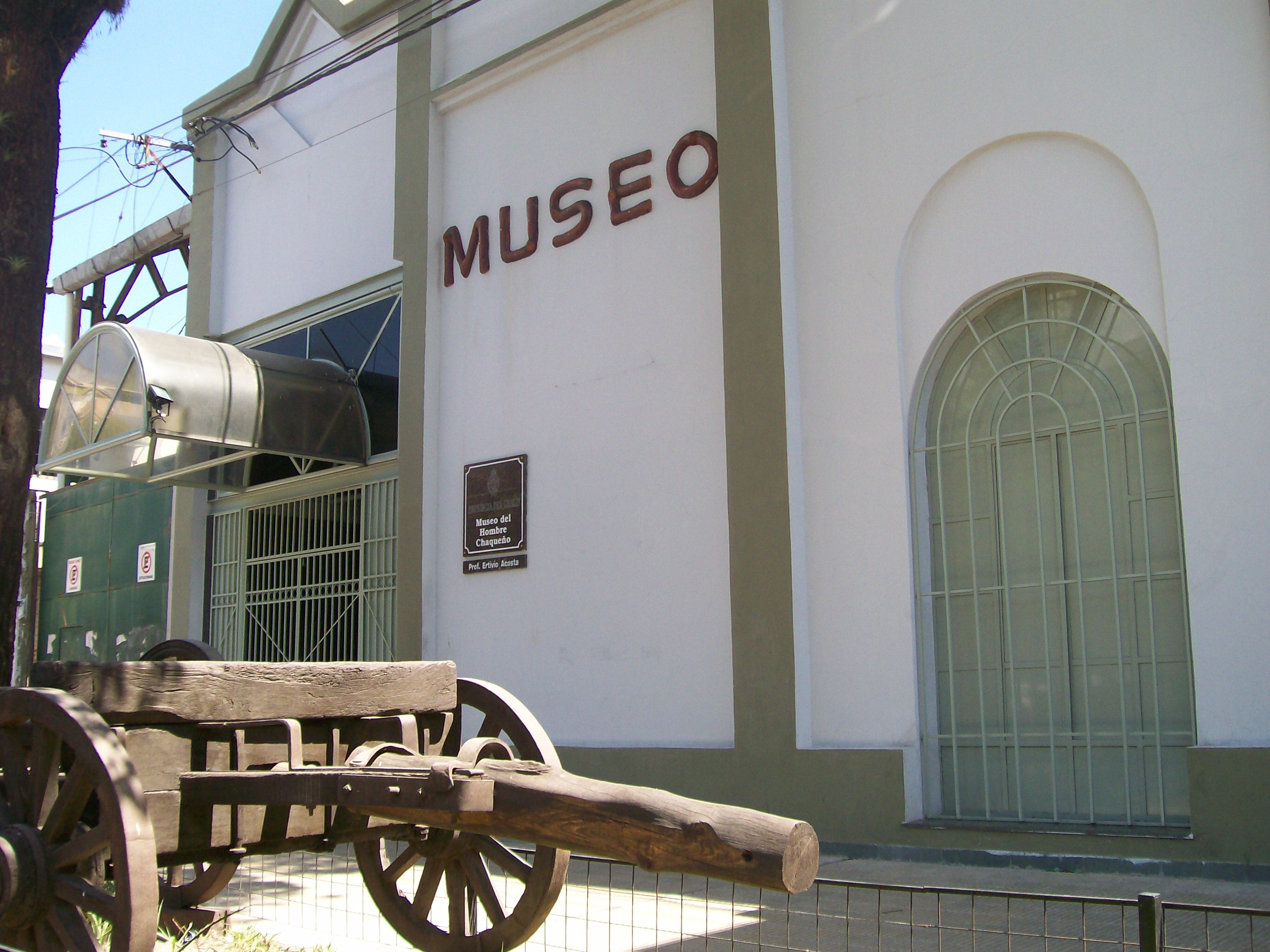
Musée de l'Homme du Chaco.
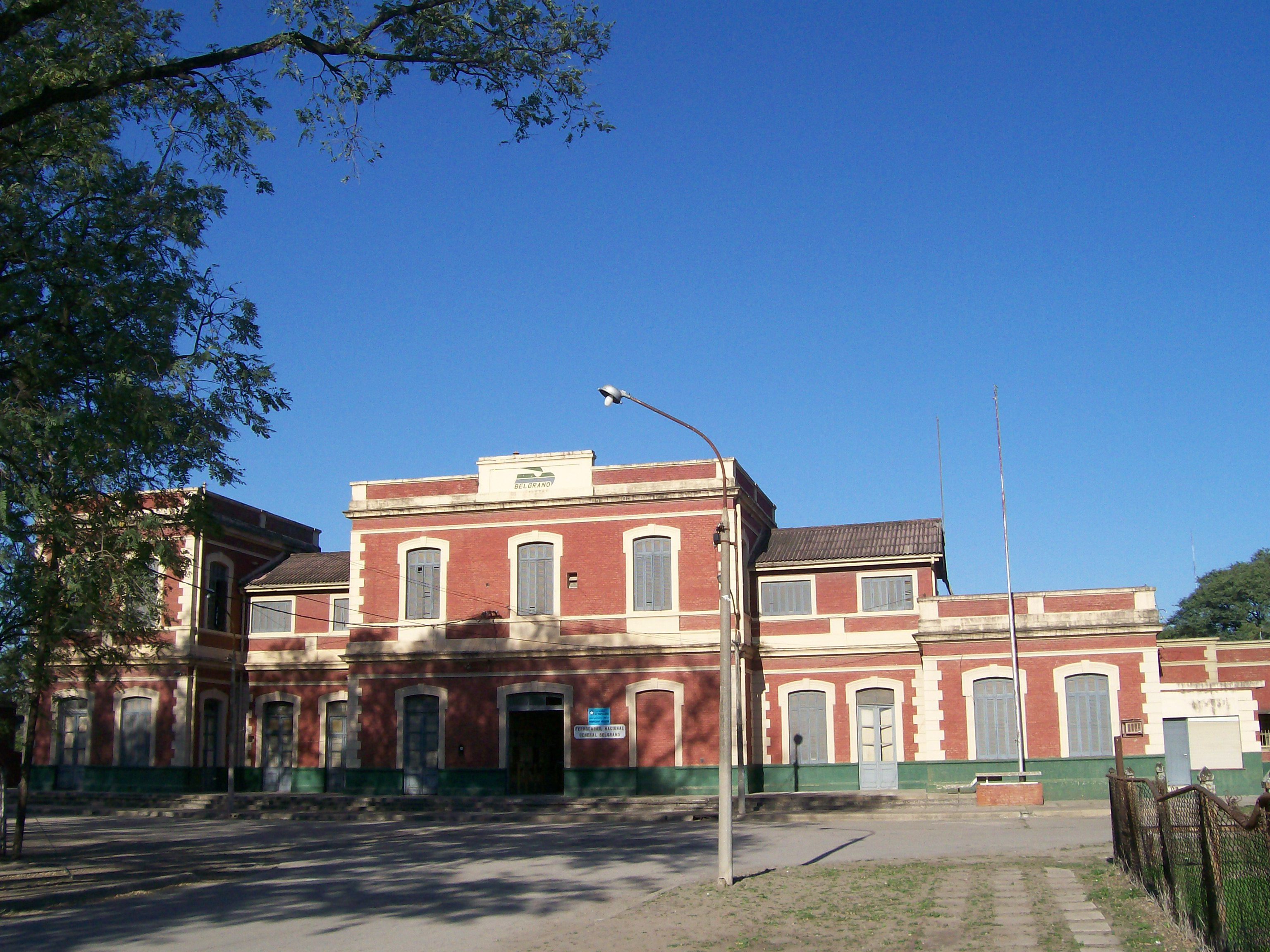
La gare ferroviaire.
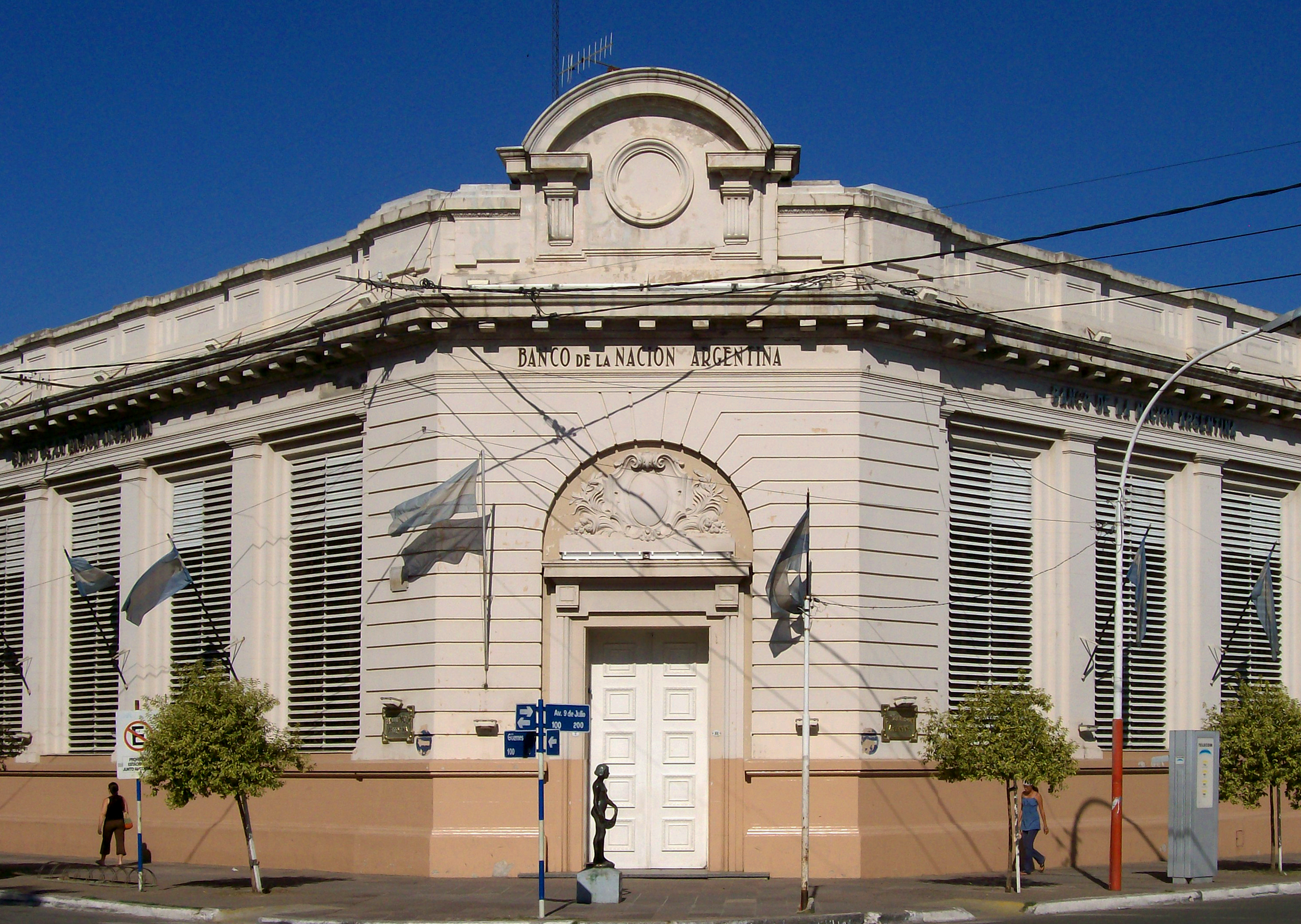
Succursale de la banque nationale argentine.